# 現金輸送車

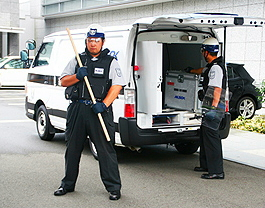
現金輸送車の警備業務における、警戒杖（左）とポリカーボネート製の盾（右）及び防護ベストの使用例（綜合警備保障）

現金輸送車（げんきんゆそうしゃ）は、主に現金を輸送するために使われる自動車。広義の装甲車の一種である。

## 解説
現金輸送（美術品・貴金属なども含む）を主任務とする車両であるため、一般の車両よりも丈夫に作られ、防犯対策としてキャビンと隔壁で分けられた貴重品金庫室や電子錠を備えているものが多い。特種用途自動車（いわゆる8ナンバー車）の一つである。
日本の警備会社が運行する貴重品輸送警備用の一般的な現金輸送車では、装甲は金庫室にのみ施されており、キャビンの運転席には防弾ガラスなどの設備は施されていないが、万が一搭載品を現金輸送車ごと奪われても、警備員が持つリモコンからの信号で車両のエンジンを電子的に破壊して逃走を阻止する非常停止装置やリアルタイムで社内の指令センターに直結する無線機、GPSを用いた現在位置把握装置などが備わっている。また、ダブルミラーや監視カメラの装備により現金輸送車の周囲から死角を排除したり、周囲に異常を知らせるサイレンや防犯ベルの装備、そして、運行にあたっては必ず複数人の搭乗要員を確保することで警備員に危険な単独行動をさせないよう、キメの細かい防犯上の配慮がされている。
なお、警備員や運転手は職務の特性上、男女雇用機会均等法の除外であり、強盗・襲撃対策などにより「屈強な男性」が求められることが多い。
日本の金融機関が独自に使用する車両は、キャビンに頑丈な金庫を搭載し、護身術などの防犯訓練を受けた社員らが運転するが、外見は普通自動車や軽自動車との大差はないため、一目では分からない。
日本銀行では、トラックを防弾ガラスと防弾パネルなどを備えた装甲車に改修し、現金輸送に使用している。
アメリカでは「アーマードトラック」と呼ばれる、防弾ガラスと防弾パネルにより銃器による襲撃に耐えられ、またセキュリティオフィサーが中から応射するための銃眼を備えた装甲輸送車が存在する。ほとんどのモデルは軍用の自動小銃にも耐えられ、また、たとえ横転したりしても後部の扉は開かない作りになっている。

## 関連事件
三億円強奪事件（1968年）
一般に「三億円事件」として知られる。
有楽町三億円事件（1986年）
さまざまな共通点から「第二の三億円事件」とも呼ばれる。
福徳銀行5億円強奪事件（1994年）
金融機関における1回での現金強奪金額としては最高額で「史上最高の現金強奪事件」ともいわれる。